# Tratado germano-romeno de 1939
O Tratado Germano-Romeno para o Desenvolvimento das Relações Econômicas entre os Dois Países foi um acordo econômico bilateral assinado entre os governos alemão e romeno em Bucareste em 23 de março de 1939. O acordo estabeleceu o controle alemão sobre a maior parte dos aspectos da economia romena, e forçou o governo romeno a se juntar às Potências do Eixo em uma data posterior. Segundo um relatório contemporâneo da Time Magazine, "em nenhuma circunstância dos tempos modernos houve um Estado fazendo concessões econômicas de longo alcance tão humilhantes para o outro" como a Romênia para a Alemanha; a mesma publicação, considerou que isso transformou a Romênia em uma "dependência alemã".
As ratificações foram trocadas em Berlim em 20 de dezembro de 1939 e o acordo entrou em vigor em 20 de janeiro de 1940, sendo registrado na League of Nations Treaty Series em 17 de janeiro de 1940.